# 秀城桥
秀城桥位于浙江省嘉兴市南湖区解放街道芦席汇，是秀水上的一座桥梁，始建于明景泰元年（1450年），1944年12月重修。秀城桥为嘉兴环城河上仅存的单孔石拱桥，长36.5米，宽3.71米，矢高约5.5米。桥顶栏板刻有“重建秀城桥”，并有花草纹饰。桥两侧有桥联，北为“帝道遐昌，兴水利而济涉；皇□（路）巩固，乐民便以成梁”。南侧上联漫漶，下联为“凭眺一濠，是号秀城之胜概”。1981年列入嘉兴市文物保护单位。